# Michele Mian
Michele Mian, född 18 juli 1973 i Gorizia, Italien, är en italiensk basketspelare som tog OS-silver 2004 i Aten. Detta var Italiens  första medalj på 24 år i herrbasket vid olympiska sommarspelen. 2003 tog han med landslaget brons vid basket-EM i Sverige. Han deltog även i baskettävlingarna vid olympiska sommarspelen 2000 i Sydney.